# Fernand Quinet
Fernand Quinet (* 29. Januar 1898 in Charleroi; † 24. Oktober 1971 in Lüttich) war ein belgischer Cellist, Dirigent und Komponist.

## Leben und Wirken
Fernand Quinet entstammte einer Musikerfamilie, sein Vater Joseph Quinet war Flötenlehrer am Konservatorium von Charleroi und seine Schwester lehrte dort Klavier. Fernand Quinet begann in jungen Jahren mit dem Erlernen des Violoncello. Der Leiter des Konservatoriums, Adolphe Biarent, erkannte sein Talent und förderte früh den jungen Musiker, indem er ihn in Komposition unterrichtete. 1910, im Alter von 12 Jahren, kam der Frühbegabte ans Brüsseler Konservatorium, wo er bereits ein Jahr später sein Abschlussdiplom (Premier Prix) im Fach Cello erhielt und 1913 den Virtuositätspreis. So konnte er bereits im Alter von 13 Jahren als Mitglied des Orchesters der Brüsseler Oper La Monnaie zum Lebensunterhalt seiner Familie beitragen.
1912 war er Gründungsmitglied des „Quatuor Pro Arte“, das hauptsächlich Zeitgenössische Musik spielte und dem er bis 1923 angehörte. In dieser Zeit lernte er in Paris Vincent d’Indy kennen, mit dem er mehrfach auftrat. 1921 erhielt er mit seiner Kantate La Guerre den ersten Prix de Rome, nachdem er bereits ein Jahr zuvor einen zweiten Preis erlangen konnte. Mit zahlreichen Komponisten seiner Zeit pflegte Quinet Freundschaften, darunter Darius Milhaud, Florent Schmitt oder Sergei Prokofjew.
1924 wurde er Direktor des Konservatoriums in seiner Heimatstadt Charleroi und 1927 Professor für Harmonielehre am Brüsseler Konservatorium. Ab 1935 gehörte er der durch Jean Absil gegründeten Komponistengruppe La Sirène zur Pflege zeitgenössischer Musik an, Pendant der in Frankreich aktiven Gruppierung „Le Triton Parisien“. 
1938 wurde Quinet Direktor des Lütticher Konservatoriums, während der deutschen Besatzungszeit zwischen 1940 und 1944 konnte er zahlreiche Studenten vor der Deportation oder der Zwangsarbeit schützen. Ab 1945 begann seine internationale Laufbahn als Dirigent. 1947 dirigierte er das Einweihungskonzert der UNESCO, er gastierte in Polen, Frankreich und der Tschechoslowakei. 1950 unternahm er eine Konzerttournee durch die USA und ein Jahr später durch die Sowjetunion, hier gab er Konzerte mit Solisten wie David Oistrach, Leonid Kogan, Emil Gilels oder Mstislaw Rostropowitsch. 
In Lüttich gründete er ein Kammerorchester, das 1960 – vergrößert – zum «Orchestre Philharmonique de Liège» wurde und inzwischen zu den bedeutenden Orchestern Belgiens zählt. 1963 verließ er seinen Posten als Direktor des Konservatoriums, um sich ganz der Orchesterleitung und der Komposition zu widmen.
Als Komponist zählte er zu den Ersten in Belgien, die den bis dahin dominierenden romantischen und von César Franck geprägten Stil verließen. Er orientierte sich beispielsweise an dem von Claude Debussy, Gabriel Fauré, Maurice Ravel oder Igor Strawinski gepflegten Stil.
In Quinets Werkkatalog finden sich Orchesterwerke, u. a. 3 Mouvements symphoniques (1931), 3 Pièces pour orchestre (1952), weiterhin Kammermusik, u. a. ein Streichquartett (1925), Klavierstücke und Vokalwerke, darunter Les Moralités non légendaires für Gesang und 18 Instrumente (1926) sowie Klavierlieder.
Seit 1954 war er Mitglied der Königlichen Akademie von Belgien.